# Indigofera acanthinocarpa
Indigofera acanthinocarpa là một loài thực vật có hoa trong họ Đậu. Loài này được Blatt. miêu tả khoa học đầu tiên.